# هوراديز (فضولي)
هوراديز(بالأذرية: Horadiz، بالإنجليزية: Horadiz، بالفارسية: هورادیز، بالفرنسية: Horadiz):هي مدينة وبلدية في مقاطعة فضولي، أذربيجان، تقع على الضفة اليسرى لنهر آراس. اعتبارًا من 2019، بلغ عدد سكانها 7600 نسمة.

## التاريخ
في عهد الإمبراطورية الروسية ، كانت قرية هوراديز جزءًا من منطقة جبرائيل التابعة لـمقاطعة إليزافيتبول. في 1912، "وفقا للتقويم القوقازي" كان عدد سكان القرية 1424 نسمة، وكان أغلبهم من الأذر، الذين تم إدراجهم في التقويم باعتبارهم "تتار".
تم تصنيف هوراديز بلدة من النمط المدني في 24 سبتمبر 1947. بلغ عدد سكانها 5,689 نسمة في 1989.
خلال حرب مرتفعات قره باغ الأولى، كانت القرية مسرحًا لمعارك عنيفة. في 24 أكتوبر 1993، تم الاستيلاء على القرية من قبل القوات الأرمنية، الأمر الذي أدانه مجلس الأمن التابع للأمم المتحدة في قراره رقم 884، المؤرخ 12 نوفمبر 1993، ووصفه بالاحتلال. في 6 يناير 1994، استعاد الجيش الأذربيجاني السيطرة على القرية في هجوم مضاد. في 23 أكتوبر 2007، نالت هوراديز منزلة مدينة.